# Sebkha de Ndrhamcha
La sebkha de Ndrhamcha (en arabe : سبخة ندرهامشا ) ou sebkhet te-n-Dghamcha est une sebkha côtière situé dans l'ouest de la Mauritanie à 50 km au nord-est de la capitale Nouakchott, à proximité de la cote atlantique. Il s'étend sur une superficie de 4 100 km2 et possède une altitude minimale de 5 mètres sous le niveau de la mer, l'en faisant le point géographique le plus bas de Mauritanie.